# Ungkaya Pukan

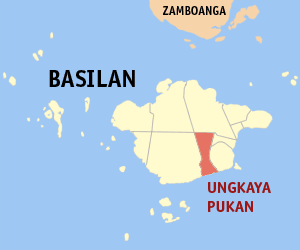
Ungkaya Pukan was created from the Municipality of Tipo-Tipo in 2006.

Ungkaya Pukan là một đô thị ở tỉnh Basilan, Philippines. Đô thị này đã được thành lập theo Đạo luật tự trị Mindanao Hồi giáo số 193, được phê chuẩn tại cuộc bỏ phiếu ngày 22 tháng 5 năm 2006. Đô thị này gồm 12 barangay trước đây thuộc Tipo-Tipo.

## Các đơn vị hành chính
Ungkaya Pukan, về mặt hành chính, được chia thành 12 khu phố (barangay).
- Amaloy
- Bohe-Pahuh
- Bohe-Suyak
- Cabangalan
- Danit
- Kamamburingan
- Matata
- Materling
- Pipil
- Sungkayut
- Tongbato
- Ulitan